# 祝以庭
祝以庭（1551年—1600年），字聞徵，號心齋，浙江杭州府海宁县人。明朝政治人物、進士出身。

## 生平
万历四年（1576年）丙子科浙江鄉試舉人，十七年（1589年）己丑科進士，初授祁門縣知縣，在任七年，就常调，遷南京刑部主事，仕至南京刑部郎中。萬曆二十八年（1600年）奏最入觐京师，以病卒，年五十。

## 家族
曾祖祝萃，成化二十年進士、参政。祖父祝继皋，號龍山，嘉靖二年进士，官兵部主事。父祝世德，號迴川，贈知县。母邵氏，刑部郎中弘斋公女，封孺人。